# Milower Land
Milower Land [ˈmiːloːɐ̯ ˈlant] är en kommun i östra Tyskland, belägen i Landkreis Havelland i förbundslandet Brandenburg. Kommunen bildades den 26 oktober 2003 genom en sammanslagning av de tidigare kommunerna Bützer, Großwudicke, Jerchel, Milow, Möthlitz, Nitzahn, Vieritz och Zollchow. Huvudort är byn Milow.